# 日本百貨店経営協議会
日本百貨店経営協議会 (にほんひゃっかてんけいえいきょうぎかい、JMA)は、セゾングループ時代までの西武百貨店が主宰した系列地方百貨店との共同仕入グループ。

## 概要

### 日本百貨店共同仕入機構として発足
1960年代、地方百貨店は、地元マーケットの変化とスーパーや都会型百貨店の進出のはさみうちにあって対応を迫られ、一方で都会型各店は、シェア争いで優位を占めるために地方百貨店の組織化をはかった。髙島屋、伊勢丹を先頭に、共同仕入れのネットワークがつくられつつあったが、西武百貨店では、1963年に「日本百貨店共同仕入機構」（JMA）を組織した。
JMAは、一商圏一店舗を原則に29社46店舗で発足し、事務局長には三谷粂三郎が就いた。提携内容はオリジナル商品の開発供給、共同催事の実施、社員教育、情報共有等であり、1970年、西武百貨店がポロ・ラルフローレン等のファッションブランドとライセンス契約を結んだ際には、地方の加盟店に商品を供給した。催事面では、中元歳暮期のギフトカタログ品の共同配送などを実施したが、商品券の加盟店同士の相互利用は当初は行なかった。しかし、後述の系列化を行なうようになってからは地紋が共通した商品券の発行が行なわれるようになった。
このJMAに参加した地方百貨店のうちから、有望と思われるもの、ないしは先方が提携を希望しているものが選ばれ、JMAよりは一歩進んだ業務提携や資本提携にはいっていった。最初の提携店は、金沢市の大和百貨店であった。大和百貨店はメインバンクの日本長期信用銀行の斡旋によってJMAに参加したものであるが、西武百貨店のほうでも、大和との提携によって、北陸進出の足掛かりをつくろうとの構想を抱いた。こうして、1969年11月には業務提携が合意に達し、1970年1月には金沢市の香林坊地区再開発を目的として、両社共同出資による北陸商業開発が設立された。しかし、北陸商業開発は、地元の調整がつかずなんら機能しなかった。この間、西武百貨店は大和百貨店に紹介されて金沢のいとはん、福井のだるま屋などとの接触を深め、1976年には西友といとはんの共同出資による富山西武が開店するにいたった。だが、富山西武が、大和百貨店富山支店のすぐ近くであったことは、大和と西武の関係にひびを入れることになり、同年6月13日、業務提携は白紙に戻されている。
1970年7月、西武百貨店はだるま屋と業務提携を取り決めた。大和百貨店との提携が思うように展開しなかった経験から、ここでは積極的に資本提携を進めた。同年11月、5割増資をして資本金を1億4700万円とし、増資分は西武百貨店が出資した。
1962年、青森の松木屋がJMAに加盟し、1970年3月には、大増築に伴って西武百貨店と業務提携を結んだ。1971年には新たに千葉の田畑百貨店、豊橋丸物、秋田の本金、高知の土電会館と相次いで提携関係に入った。いずれも、小規模店舗で競争力を失っており、西武百貨店との提携後、大増築を行っている。さらに、1972年には松木屋の子会社であるむつ松木屋、十和田松木屋、1973年には岐阜の山勝、1974年には小樽の大国屋、1975年には小田原の志澤と提携は進められていった。

### 日本百貨店経営協議会に
1980年、「日本百貨店経営協議会」と改称し、ソフトウェアー・オペレーションの研究指導へ業務変更した。有望、もしくは参加を希望する地方店に対し、緩やかな業務提携ばかりではなく、経営・人事に関与する資本提携等、より強固な系列化、M&A（合併・買収）を目指す組織に変貌した。このため、資金援助等を必要として加入する弱小店が参加するようになる一方、その必要が無かった有力店からは警戒され、他の百貨店グループに提携先を変更したり、重複加盟して距離を置くようになったり、非常に出入りが激しいグループとなった。　
だが、2001年のセゾングループ解体をもって、事務局は解散し消滅した。2006年には西友と西武百貨店との商品券相互利用が中止され、西友運営の西武店発行の裏面に「発行 株式会社西友」とあるものも西友のみの通用となった。ただし、パルコとの乗り入れはJ.フロント リテイリング入り後も維持されている。

## 参加店一覧
※注）以下は元資料の作成年代等により異なる企業が記載されており、同時期に加盟したものとは限らない。

### 買収により西武百貨店直営化した店
- 本金（秋田市）　1971年加盟。西友・百貨店事業部を経て直営店化。現秋田店。
- だるま屋（福井市）　1970年加盟。「西武北陸」を経て直営店化。現福井店。
- 豊橋丸物　1971年加盟。「西武関西」等を経て直営店化し、豊橋店となるも2003年閉店。
- 土電会館（高知）　1971年加盟。「とでん西武」を経て直営店化し、高知店となるも2002年閉店。
- 五番館（札幌市、旧高島屋ハイランド）　1982年加盟。「西武北海道」を経て直営店化し札幌店となるも2009年閉店。

### 買収によりパルコに業態転換した店
- 田畑百貨店（千葉市、旧伊勢丹ADO）1971年加盟。1976年閉店後パルコに営業譲渡。千葉パルコとなるが、2016年11月30日閉店。
- 山勝（岐阜市）1973年加盟。1976年閉店。パルコに営業譲渡。岐阜パルコとなるが、2006年8月20日閉店。

### 資本提携でグループ企業になった店
- 松木屋(青森市)　1962年加盟。1970年資本提携。セゾングループ解体後、業績悪化により経営破綻。2003年閉店。
- 十和田松木屋（上記松木屋の子会社）　1972年加盟。1999年閉店。
- 大国屋(小樽市)　1974年加盟。1989年資本提携。1993年閉店。
- 志澤（小田原市、旧伊勢丹ADO）　1975年加盟。1980年　西武クレジットが吸収合併。本店は西武百貨店運営委託による「志澤西武」になり、藤沢店は西友・百貨店事業部運営の「藤沢西武」となるも、ともに1997年閉店。
- 中込百貨店（甲府市）　西友・百貨店事業部運営の「甲府西武」となるも1998年閉店。※藤沢西武、甲府西武ともにリヴィンへの移行はしていない。

### 業務提携のみに留まりグループ企業にはならなかった店
- 西條(名寄市)　※百貨店協会非加盟。総合スーパーに業態転換。
- 鶴丸百貨店(苫小牧市)　　大丸CBSにも加盟。2002年　閉店。
- 藤丸(帯広市)　大丸CBSにも加盟していた。 2023年1月31日閉店。
- むつ松木屋　1972年加盟。※百貨店協会非加盟。小規模店。 2000年上記松木屋（本社）から独立。2016年スーパー佐藤長の事実上傘下となり、テナントビル化。
- マルカン百貨店（花巻市）　※百貨店協会加盟も共通商品券は利用不可だった。 2016年6月7日閉店。
- 及新百貨店（釜石市）スーパーマイヤに1981年8月営業譲渡。釜石マイヤを経て1993年4月マイヤに吸収合併。
- 矢尾百貨店(秩父市)　※百貨店協会非加盟。 三越グループにも加盟していた。
- 梅屋（平塚市）　※百貨店協会非加盟。テナントビル化。
- 大和百貨店(金沢市)　1963年加盟。1976年西友・富山西武出店に伴い提携解消。大丸CBSへ移籍。
- いとはん(金沢市)　　1977年ジャスコ（現イオン）と提携。北陸ジャスコを経由し直営化された。
- 名鉄百貨店(名古屋市)　伊勢丹ADOにも加盟（メイン）。
- 阪神百貨店(大阪市)　伊勢丹ADOにも加盟。現在はエイチ・ツー・オー リテイリング傘下。
- 丸正(和歌山市)　2000年倒産・閉店。
- 丸新(徳島市)　大丸CBSにも加盟。1995年に閉店。
- 福屋(広島市)
- 西沢本店(佐世保市)　※百貨店協会非加盟。
- 鶴屋百貨店(熊本市)　高島屋ハイランドがメインだったが、伊勢丹ADOに変更。大丸CBS、三越グループにも加盟していた。
- トキハ(大分市)　伊勢丹ADO加盟（メイン）。大丸CBSにも加盟していた。
- 山形屋(鹿児島市)　大丸CBSがメインだったが、伊勢丹ADOに変更。
- 宮崎山形屋　大丸CBSがメインだったが、伊勢丹ADOに変更。
- 沖縄山形屋(那覇市)　　大丸CBSがメインだったが、伊勢丹ADOに変更。1999年8月31日閉店。
- リウボウ（那覇市）　1980年代は 西友やファミリーマートとの合弁事業として、スーパーやコンビニなどを展開するほどの関係だったが、現在は提携を解消し、百貨店は伊勢丹ADO、スーパーはCGCグループに加盟している。セゾングループを離れたファミリーマートとの関係は現在も継続している。